# Werner Wessel
Werner Georg Erich Ludwig Wessel (* 22. August 1910 in Mülheim an der Ruhr; † 22. Dezember 1929 nahe der Schneekoppe bei Krummhübel) war ein deutsches NSDAP- und SA-Mitglied. Nachdem sein Bruder Horst Wessel Opfer eines tödlichen Überfalls von KPD-Mitgliedern geworden war, entfaltete die NS-Propaganda um diesen als „Märtyrer der Bewegung“ einen Kult, der auch Werner Wessel einbezog.

## Leben
Werner Wessel war das dritte Kind des evangelischen Pastors Ludwig Wessel und dessen Ehefrau Margarete Wessel. Seine Schwester Ingeborg, welche nach dem Tod ihres ältesten Bruders Horst umfangreiche Erinnerungsliteratur veröffentlichte, beschrieb ihn als „romantischer“ veranlagt als sein Bruder, dem er immer versuchte nachzueifern. Bilder zeigen Werner Wessel Mitte der 1920er Jahre gemeinsam mit seinem Bruder beim Lesen des Völkischen Beobachters und in HJ-Uniform. In der NSDAP hatte er die Mitgliedsnummer 92.715.
Am 22. Dezember 1929 starb Wessel bei einer Skiwanderung von NSDAP-Mitgliedern im Riesengebirge. Mit drei anderen Teilnehmern hatte er sich im Schneetreiben verirrt. Sie waren entkräftet zusammengebrochen und erfroren, bevor sie von der übrigen Wandergruppe gefunden werden konnten. Die NSDAP-Parteizeitung Der Angriff stellte die vier Jugendlichen als Opfer übernatürlicher Naturgewalten dar, gegen die sie auch mit extremer körperlicher Leistung nicht ankommen konnten.
Beerdigt wurde Werner Wessel am 28. Dezember 1929 im selben Grab wie sein Vater. Sein Bruder Horst hielt am Grab eine Rede. Er hatte nach dem Tod einen Nervenzusammenbruch erlitten, von dem er sich nur langsam erholte, sodass sowohl seine Agitation als Redner für die NSDAP als auch die Energie bei der Führung seines SA-Sturms nachließ. Am 1. März 1930 wurde Horst Wessel an der Seite seines Vaters und seines Bruders beigesetzt.
Am 22. Januar 1933, eine Woche vor der Machtergreifung, wurde auf dem Nikolai-Friedhof in Berlin im Beisein von Adolf Hitler und Ernst Röhm am Grab von Ludwig, Werner und Horst Wessel ein von Martin Meyer-Pyritz gestalteter Gedenkstein enthüllt, der fortan als nationalsozialistische Pilger- und Kultstätte diente.
An seinem Wohnort in der Jüdenstraße 51/52 wurde am 14. Januar 1934 eine Gedenktafel mit der Inschrift „In diesem Haus wurden Horst und Werner Wessel zu Kämpfern um Deutschlands Ehre und Freiheit“ angebracht. Die Ansprache hielt Julius Lippert. Der Vertreter der Stadt dankte an dem Tag dem Vertreter der evangelischen Nikolai-Gemeinde für die finanzielle Unterstützung.
Seine Mutter Margarete Wessel erhielt 1936 von der Gemeinde Krummhübel in Niederschlesien wenige Kilometer von seinem Todesort entfernt ein 3.600 m² großes Grundstück geschenkt, auf dem seine Schwester sich ein Haus mit 200 m² Wohnfläche und gehobener Ausstattung wie Zentralheizung und Garage errichten ließ. Daniel Siemens nimmt an, dass sich die NSDAP an den Kosten beteiligt habe.